# باخویستسقالی
باخویستسقالی (گرجی: ბახვისწყალი) رودخانه‌ای در غرب گرجستان است که در منطقه گوریا واقع شده است. این رود به رود سوپسا می‌ریزد و ۴۲ کیلومتر درازا دارد.